# Karl Ernst Seydel
Karl Ernst Seydel (* 14. Februar 1825 in Königshain bei Chemnitz; † 6. November 1896 ebenda) war ein deutscher konservativer Politiker.

## Leben und Wirken
Der Sohn des Königshainer Gutsbesitzers Johann Gottfried Seydel, der 1833/34 dem ersten konstitutionellen Sächsischen Landtag angehört hatte, besuchte die Volksschule in seinem Heimatdorf Königshain. Anschließend erhielt er ein Jahr lang Privatunterricht bei einem Pfarrer. Die landwirtschaftliche Praxis erlangte er auf dem Bauerngut seines Vaters. 1853 gehörte er zu den Mitbegründern und ab 1854 zum Vorstand eines aus elf Ortschaften gegründeten Armenversorgungsvereins. Als Gutsbesitzer war er ab 1854 Gemeinderatsmitglied und von 1856 bis zu seinem Tod Gemeindevorstand von Königshain, wo er von 1858 bis 1874 auch das Amt des Friedensrichters innehatte. Er war Gründer und Vorsitzender des Landwirtschaftlichen Vereins von Königshain.
Der II. Kammer des Sächsischen Landtags gehörte er von 1863 bis 1869 als Vertreter des 3. bäuerlichen Wahlbezirks an, anschließend übte er von 1869 bis zu seinem Tod das Mandat des 28. ländlichen Wahlkreises aus. Von 1865 bis 1894 war er stellvertretendes und anschließend bis zu seinem Tod ordentliches Mitglied im Verwaltungsrat des Landwirtschaftlichen Kreditvereins im Königreich Sachsen. Ab 1875 war er zudem Mitglied der Bezirksversammlung und des Bezirksausschusses der Amtshauptmannschaft Rochlitz.